# Jaime Botín-Sanz de Sautuola García de los Ríos
Jaime Botín-Sanz de Sautuola García de los Ríos   (Santander, 20 d'abril de 1936 - Santander, 15 d'agost de 2024) fou un banquer espanyol.

## Biografia
Fou fill d'Emilio Botín-Sanz de Sautuola López, net d'Emilio Botín López, nebot de Marcelino Botín López, i germà d'Emilio Botín, familiars que van ocupar la presidència del Banco de Santander. Va estar casat amb Belén Naveda Agüero.
Va estudiar al Col·legi de la Inmaculada (Gijón), de la Companyia de Jesús (promoció de 1952), juntament amb el seu germà Emilio i és llicenciat en Dret i Econòmiques per la Universitat de Deusto.
Jaime Botín ingressà en 1957 en el Banco Santander, esdevenint-ne vicepresident primer en 1999. El 26 de juliol de 2004 abandonà el càrrec, i fou substituït per Fernando de Asúa Álvarez.
El juliol del 1957 va ser nomenat membre del Consell d'Administració de FASA Renault, en representació del Banco de Santander.
Jaime Botín també va ser president de Bankinter entre 1986 i març de 2002. En aquesta entitat havia estat conseller director general des de la seva fundació en 1965, i conseller delegat des de 1977 fins a 1986. En l'actualitat n'és el màxim accionista, amb el 23,871% de les accions.

### Condemna
El gener de 2020 va ser condemnat a 18 mesos de presó i una multa de 52,4 milions d'euros per haver intentat treure de l'estat espanyol un quadre de Pablo Picasso sense el permís del Ministeri de Cultura.
El jutjat penal 27 de Madrid va considerar Botín culpable d'un delicte de contraban de béns culturals. La sentència apuntava que l'expresident de Bankinter volia vendre el picasso "Cap de dona jove" al Regne Unit, malgrat ser "plenament conscient" que el govern espanyol l'hi havia prohibit. La multa que a pagar per Botín, de 52,4 milions, era el doble del valor de taxació de l'obra pictòrica.